# Politisches System Norwegens
Das derzeitige politische System Norwegens wird durch das norwegische Grundgesetz (Grunnloven) aus dem Jahr 1814 bestimmt. Norwegens Staatsform ist eine konstitutionelle Monarchie auf parlamentarisch-demokratischer Grundlage. Das Storting übernimmt die Rolle als nationales Parlament. Das Land ist einheitsstaatlich gegliedert und wird in Fylker (Provinzen) und Kommunen unterteilt.

## Königreich Norwegen
Das Königreich ist ein staatsrechtliches Gebilde, das sich aus dem norwegischen Hauptland, der Inselgruppe Spitzbergen und der Insel Jan Mayen zusammensetzt. Des Weiteren gibt es die im Norwegischen als Biland bezeichnete Gebiete. Diese stehen unter norwegischer Verwaltung, gehören aber nicht zum Königreich Norwegen. Sogenannte Biland sind die Bouvetinsel (Bouvetøya) im Südatlantik, die Peter-I.-Insel (Peter I Øy) im Südpolarmeer und das Königin-Maud-Land (Dronning Maud Land), ein Sektor des Kontinents Antarktika.

## Verfassung
Die im Jahr 1814 verabschiedete Verfassung Norwegens regelt die Grundlagen des politischen Systems Norwegens. Die Verfassung liegt heute in zwei Sprachformen unter den Titeln Kongeriket Norges Grunnlov und Kongeriket Noregs grunnlov vor.

### Entstehungsgeschichte

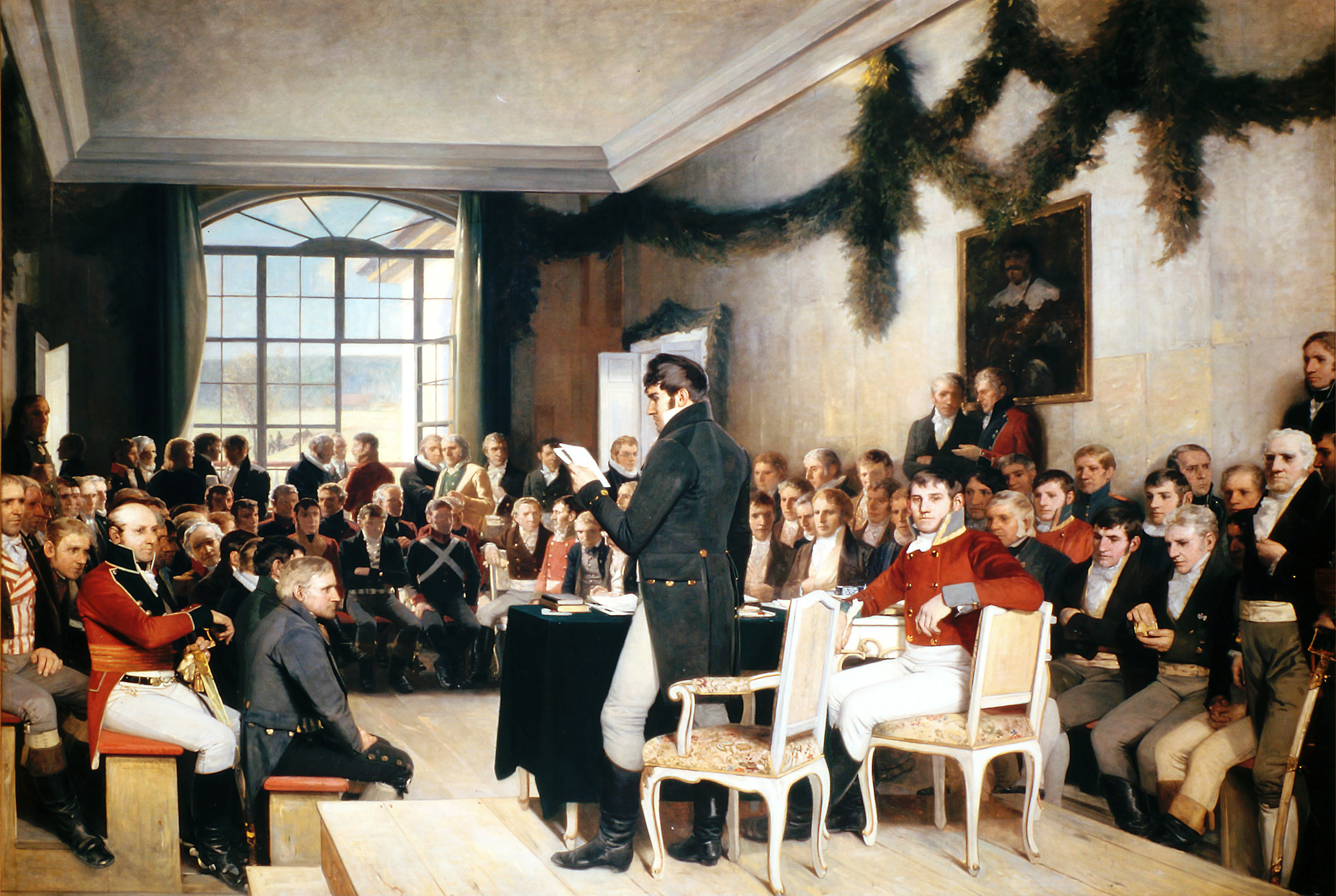
Gemälde der verfassungsgebenden Nationalversammlung von Eidsvoll

Norwegen war bis ins Jahr 1814 Teil der von Dänemark dominierten Personalunion Dänemark-Norwegen. Im Jahr 1814 kam es schließlich durch den Kieler Frieden zu einer Neuordnung der skandinavischen Machtverhältnisse. Der Friedensvertrag wurde nach den Napoleonischen Kriegen geschlossen und sah eine Übertragung Norwegens von Dänemark, das an Seite Frankreichs gekämpft hatte, an Schweden vor. Während der von politischer Unsicherheit geprägten Übergangszeit fand sich im norwegischen Eidsvoll eine verfassungsgebende Versammlung ein. Daraus entstand die Verfassung von Eidsvoll (norwegisch Grunnloven, deutsch Grundgesetz), die am 17. Mai 1814 verabschiedet wurde. Heute wird am 17. Mai der Verfassungstag als norwegischer Nationalfeiertag gefeiert. Die Verfassung bestand unter der bis 1905 andauernden schwedischen Herrschaft weiter. Heute ist sie die älteste noch existierende Verfassung Europas.

### Einflüsse
Die norwegische Verfassung basiert auf Erfahrungen aus der anglo-amerikanischen Welt und der französischen Aufklärung und ist naturrechtlich beeinflusst. Die Menschenrechte sind im Vergleich zu den meisten kontinental-europäischen Verfassungen wenig ausgearbeitet, sondern werden weitgehend als naturrechtlich gegeben angesehen. Stattdessen sind in der Verfassung nur einzelne fundamentale Grundrechte aufgeführt.

### Aufbau
Die Verfassung hat sechs Kapitel:
- Kapitel A (§§ 1–2): Über die Staatsform
- Kapitel B (§§ 3–48): Über die vollziehende Gewalt, den König, die königliche Familie und die Religion
- Kapitel C (§§ 49–85): Über das Bürgerrecht und die gesetzgebende Gewalt
- Kapitel D (§§ 86–91): Über die rechtsprechende Gewalt
- Kapitel E (§§ 92–113): Menschenrechte
- Kapitel F (§§ 114–121): Allgemeine Bestimmungen

### Verfassungsänderungen
Verfassungsreformen werden häufig nicht durch Verfassungsänderungen, sondern durch Neuauslegung der Verfassung durchgeführt. Unter anderem wurden die Kompetenzen der Legislative auf Kosten der Exekutive erweitert, ohne dass es zu einer Verfassungsänderung kam.
Um eine Verfassungsänderung durchzuführen, bedarf es eines gegenüber anderen Gesetzesänderungen gesonderten Prozesses. Vorschläge zu einer Verfassungsänderung müssen im Storting in den ersten drei Jahren einer Legislaturperiode vorgelegt werden. Ein Vorschlag kann dann erst in der darauffolgenden Legislaturperiode im Kontroll- und Konstitutionsausschuss (kontroll- og konstitusjonskomiteen) behandelt werden. Dadurch soll es den Wahlberechtigten ermöglicht werden, bei der nächsten Wahl Einfluss zu erhalten. Zu einer Verfassungsänderung ist schließlich eine Zweidrittelmehrheit bei Anwesenheit von zwei Dritteln der Abgeordneten nötig.

### Sprachversionen
Die ursprüngliche Verfassung aus dem Jahr 1814 wurde in Dänisch geschrieben. Die Verfassung wurde im Jahr 1903 sprachlich modernisiert, indem sie an neuere juristische Formulierungsstandards und die vorherrschende Orthographie angepasst wurde. Die folgenden Verfassungsänderungen wurden ab da jeweils im Stil der Überarbeitung aus dem Jahr 1903 formuliert. Mit zunehmender Veränderung der norwegischen Sprache kam der Wunsch zu einer erneuten Modernisierung auf.
Im Jahr 2012 wurde eine Kommission ernannt, die die bisherige altertümliche dano-norwegische Version in eine zeitgemäße Bokmål-Version übertragen sowie eine neue Version in Nynorsk ausarbeiten sollte. Im Rahmen des 200-Jahr-Jubiläums der Verfassung im Jahr 2014 wurden die beiden erarbeiteten Fassungen anstelle der bisherigen für rechtsbindend erklärt und einander rechtlich gleichgestellt.

## Gewaltenteilung
In Norwegen wird die Staatsgewalt in die exekutive, legislative und judikative Gewalt unterteilt. Die Exekutive wird durch den König und den Staatsrat gebildet. In der Legislative ist das Storting als Nationalparlament das höchste Organ. Die Judikative setzt sich aus den Gerichten zusammen, an deren oberster Stelle der Oberste Gerichtshof von Norwegen steht.

### Exekutive
In § 1 der Verfassung wird bestimmt, dass Norwegen eine konstitutionelle Erbmonarchie ist.

«§ 1. Kongeriket Norge er et fritt, selvstendig, udelelig og uavhendelig rike. Dets regjeringsform er innskrenket og arvelig monarkisk.»

„§ 1. Das Königreich Norwegen ist ein freies, selbständiges, unteilbares und unveräußerliches Reich. Seine Regierungsform ist eine beschränkte und erbliche Monarchie.“

#### König

Königliches Wappen Norwegens

Das nominelle Staatsoberhaupt Norwegens ist der König. Dies geht aus § 3 der norwegischen Verfassung hervor.

«§ 3. Den utøvende makt er hos kongen eller hos dronningen, hvis hun har ervervet kronen etter bestemmelsene i § 6, § 7 eller § 48 i denne Grunnlov. Når den utøvende makt således er hos dronningen, har hun alle de rettigheter og plikter som ifølge denne Grunnlov og landets lover innehas av kongen.»

„§ 3. Die ausübende Gewalt liegt beim König oder bei der Königin, wenn diese die Krone gemäß den Bestimmungen in § 6, § 7 oder § 48 dieser Verfassung erworben hat. Liegt dergestalt die ausübende Gewalt bei der Königin, hat sie alle Rechte und Pflichten, die gemäß dieser Verfassung und der Gesetzgebung des Landes dem König zukommen.“

Der König muss sich per Verfassung zur evangelisch-lutherischen Religion bekennen. Bis 2012 war er zudem formal das Oberhaupt der norwegischen Kirche. Die Erbfolge wird durch § 6 der norwegischen Verfassung geregelt.
Das ursprünglich dualistische System, wonach sich der König und das Nationalparlament Storting gegenüberstanden, wurde nach längeren Konflikten ohne eine Verfassungsänderung von einem System abgelöst, bei der die größere Macht beim Parlament liegt. Zur größten Änderung kam es in diesem Punkt durch die Auflösung der Union zwischen Norwegen und Schweden und dem damit einhergehenden Wechsel des Königs im Jahr 1905.
Während in der Verfassung die vollziehende Gewalt gemäß § 3 noch alleine beim König angesiedelt ist, so wird dies heute als „König im Staatsrat“ (Kongen i statsråd) ausgelegt. Damit ist der König gemeinsam mit dem Regierungskabinett gemeint, wobei der König vor allem eine repräsentative und zeremonielle Rolle übernimmt. Zu den konstitutionellen Aufgaben des Königs zählt die jährliche feierliche Eröffnung des Stortings, das Ernennen neuer Regierungen und das Leiten des Staatsrats.

#### Staatsrat und Regierung
Formal bestimmt der König die Mitglieder des von ihm geleiteten Staatsrats (statsråd) selbst. Der Staatsrat ist gemäß § 12 der Verfassung ein Rat von stimmberechtigten norwegischen Bürgern, der mindestens aus einem Statsminister (Ministerpräsident) und sieben weiteren Mitgliedern besteht. Bis 2012 musste die Hälfte der Mitglieder des Staatsrats der norwegischen Staatskirche angehören.
In der Praxis ernennt der König die Person zum Statsminister, die im Storting eine Mehrheit hinter sich hat. Dabei kam es sowohl wiederholt zu Minderheitsregierungen als auch zu Mehrheitsregierungen. Statsminister wird meist die Person, die im Wahlkampf als Spitzenkandidat/-in der siegreichen Partei oder Koalition angetreten ist. Ist nicht klar, wer ernannt werden soll, so kommt es unter Leitung des Stortingpräsidenten zu Sondierungsgesprächen mit den im Storting vertretenen Fraktionen. Die Ergebnisse gibt der Stortingpräsident dann an den aktuellen Statsminister weiter, der die Empfehlung für seinen Nachfolger dann im Staatsrat dem König vorlegt. Den restlichen Staatsrat setzt der König aus dem vom neuen Statsminister gebildeten Ministerkabinett zusammen. Eine parlamentarische Bestätigung der Ernennungen ist nicht vorgesehen und das Parlament kann nur über ein Misstrauensvotum eingreifen.
Regierungsbeschlüsse werden formal im jeden Freitag abgehaltenen Staatsrat durch den König gefasst. In der Praxis setzt der König dabei lediglich den bereits vor dem Treffen gefassten Regierungswillen um. Die Beschlüsse werden dann im Norwegischen als vom Kongen i statsråd (deutsch König im Staatsrat) gefasst bezeichnet. Wenn der Thronfolger sein 18. Lebensjahr vollendet hat, so darf auch er an den Sitzungen teilnehmen und bei Abwesenheit des Königs den Staatsrat leiten. Können sowohl der König als auch der Thronfolger nicht am Staatsrat teilnehmen, so wird der Staatsrat im Amt des Ministerpräsidenten, dem Statsministerens kontor (SMK), abgehalten. Der König wird dann im nächsten regulär stattfindenden Staatsrat über die dort gefassten Beschlüsse unterrichtet. Zu besonderen Anlässen kann ein außerordentlicher Staatsrat einberufen werden.
Da die Verfassung den König als Exekutiv-Instanz sieht, gehen die Rechte und Pflichten des Statsministers weitgehend nicht aus der Verfassung hervor. Seinen Ministern ist der Statsminister hierarchisch nicht übergeordnet. Er verfügt lediglich über ein Informationsrecht gegenüber den Ministerien. Die Autorität des Statsministers bildet sich deshalb vor allem über die partei- und koalitionsinterne Machtposition.

#### Ministerien
Die politische Leitung der norwegischen Ministerien liegt bei einem Minister und einem dem Minister direkt unterstellten Staatssekretär. Der höchste Beamte ist der Generalsekretär des Ministeriums (departementsråd). Die Ministerien sind unterteilt in Abteilungen und Referate. Neben den direkt in den Ministerien angesiedelten Abteilungen gibt es noch Direktorate, die eine größere Unabhängigkeit von den Ministerien haben und eine Verwaltungsinstitution auf einem fachlich abgegrenzten Gebiet sind.

### Legislative
Das Storting ist das norwegische Nationalparlament. Das Parlament ist vor allem mit Kontroll- und Vetofunktionen ausgestattet.

#### Storting

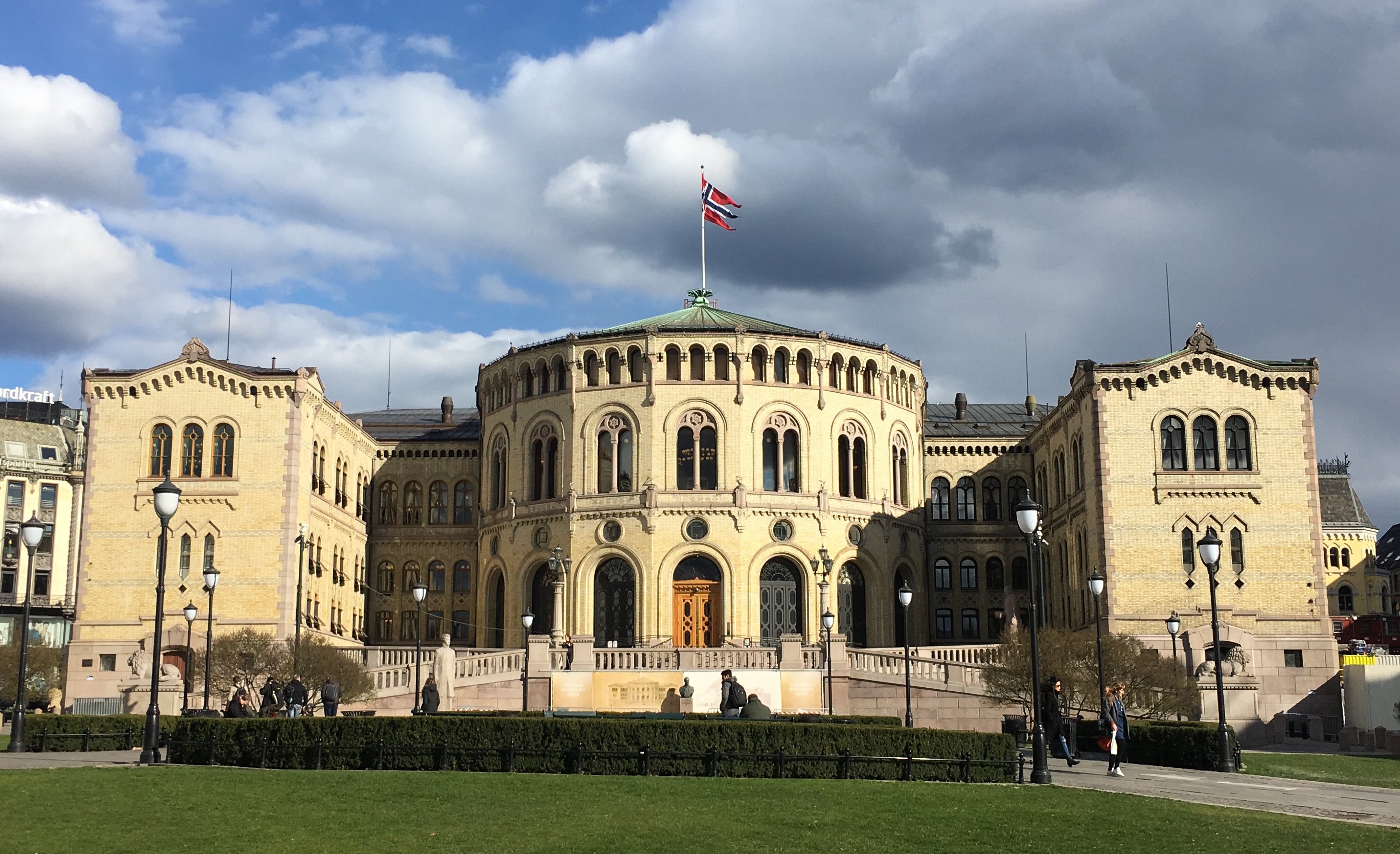
Stortingsgebäude in Oslo

Das norwegische Nationalparlament ist das Storting. Die Volkssouveränität geht aus § 49 der norwegischen Verfassung hervor:

«§ 49. Folket utøver den lovgivende makt ved Stortinget. Stortingsrepresentantene velges gjennom frie og hemmelige valg.»

„§ 49. Das Volk übt die gesetzgebende Gewalt durch das Storting aus. Die Stortingsabgeordneten werden durch freie und geheime Wahlen gewählt.“

Das Storting hat seinen Sitz in Oslo und besteht aus 169 Abgeordneten, die alle vier Jahre neu gewählt werden. Bis 1938 wurden alle drei Jahre Wahlen abgehalten. Das Parlament kann – im Gegensatz zu den Parlamenten der meisten europäischen Länder – nicht vorzeitig aufgelöst werden. Früher war das Storting ein Zweikammernparlament und bestand aus dem Lagting als erster Kammer und dem Odelsting als zweiter Kammer. Ein Viertel der Abgeordneten gehörte dem Lagting an, die restlichen Abgeordneten dem Odelsting. Das Recht, neue Gesetzesentwürfe einzubringen, lag beim Odelsting. Zuletzt bestanden die beiden Kammern nur noch formell und die Aufteilung war lediglich von prozeduraler Bedeutung. Aufgrund dessen wurde das System auch „semi-bikameral“ genannt. Im Jahr 2009 trat eine Verfassungsänderung in Kraft, die das Zweikammersystem beendete.
In Norwegen wird – wie in den anderen skandinavischen Ländern, aber anders als im Vereinigten Königreich und in den Staaten auf dem Kontinent – das Prinzip des negativen Parlamentarismus angewandt. Die Regierung gelangt ins Amt und bleibt im Amt, solange keine Mehrheit der Abgeordneten gegen sie stimmt. Das Storting kann aber über eine negativ beschiedene Vertrauensfrage den Rücktritt der Regierung veranlassen. Zu den weiteren Kontroll- und Vetofunktionen des Parlaments gehört die parlamentarische Fragestunde. Der Parlamentarismus geht auf das Jahr 1884 zurück, als der bürgerlich-liberale Stortingsabgeordnete Johan Sverdrup gegen den Widerstand von König Oskar II. das staatsrechtliche Prinzip durchsetzte, dass eine Regierung für den eigenen Machterhalt die Unterstützung des Storting benötigt. 1908 konkretisierte sich das System des negativen Parlamentarismus, als keine der drei Parteien im Storting eine Mehrheit hatte und Gunnar Knudsen nach der Wahl weiter Statsminister blieb, da er von den Oppositionsparteien nicht abgewählt werden konnte. 2007 wurde mit einer Änderung von Artikel 15 der Verfassung das inzwischen gewohnheitsrechtlich praktizierte System des Parlamentarismus schließlich im Grundgesetz festgehalten, wonach eine negativ beschiedene Vertrauensfrage zwingend zu einem Regierungsrücktritt führt.
Dem Storting steht ein Präsidium, bestehend aus einem Präsidenten und fünf Vizepräsidenten, vor.

#### Gesetzgebungsverfahren
Gesetze können sowohl von der Regierung als auch den Mitgliedern des Stortings eingebracht werden. Kommunen, Bürger und Interessensorganisationen können den Abgeordneten neue Gesetze vorschlagen. In der Praxis werden die meisten Gesetze im Regierungsapparat ausgearbeitet, bevor sie dem Storting vorgelegt werden. Im Storting werden stattdessen vor allem Gesetzesvorschläge ausgearbeitet, die ihnen von Bürgern, Kommunen und Interessensorganisationen vorgeschlagen werden.
Gesetzesvorschläge werden dann in den ständigen Ausschüssen unter Ausschluss der Öffentlichkeit behandelt, bevor sie im Plenum zur Debatte und zur Abstimmung gestellt werden. Das Storting ist damit ein Arbeitsparlament. Mit Ausnahme des Stortingpräsidenten sind alle Abgeordneten Mitglieder von mindestens einem ständigen Ausschuss. Die Plenardebatten werden stark reglementiert. So werden keine Zwischenrufe und kein Beifall erlaubt.
Stimmt das Parlament für ein Gesetz, so muss dieses Gesetz noch vom König bestätigt werden. Dazu wird das Gesetz im Staatsrat dem König vorgelegt. Der König wendet sein Vetorecht, das ohnehin vom Parlament überstimmt werden könnte, in der Praxis nicht mehr an.

#### Direkte Demokratie
Norwegen ist eine repräsentative Demokratie und das Volk wird durch die von ihm gewählten Abgeordneten repräsentiert. Die Verfassung sieht keine Formen der direkten Demokratie vor. Auf Initiative des Parlaments können Referenden durchgeführt werden. Diese haben einen rein beratenden Charakter. De facto hatten die Referenden bisher jedoch eine hohe Bindungswirkung. Insgesamt gab es bisher sechs Volksabstimmungen, darunter die Abstimmung zum EG-Beitritt im Jahr 1972 und die zum EU-Beitritt im Jahr 1994.

#### Vararepresentanten
Im Storting werden abwesende Abgeordnete durch sogenannte Vararepresentanten vertreten. Ein Vararepresentant ist immer ein Politiker, der im selben Wahlkreis für dieselbe Partei angetreten war, aber nicht ins Parlament einzog. Wird ein Stortingsabgeordneter zum Ministerpräsidenten, Minister oder politischen Staatssekretär ernannt, so wird er dauerhaft von einem Vararepresentanten vertreten. Der Vararepresentant hat dann den Status als fast møtende und ist damit ein fester Ersatzabgeordneter. Vertritt ein Vararepresentant beispielsweise erkrankte Abgeordnete, so hat er diesen Status nicht. Nur bei Todesfällen oder einem anderweitigen dauerhaften Ausscheiden eines Abgeordneten erhält der vertretende Vararepresentant selbst den Status als Abgeordneter (representant).

### Judikative
Die judikative Gewalt liegt bei den Gerichten. Diese sind in drei Ebenen unterteilt. Die unterste Ebene bilden die Bezirksgerichte (tingrett). Es gibt seit 2021 insgesamt 23 Bezirksgerichte in Norwegen, zuvor waren es 60. Darüber folgen die Obergerichte (lagmannsrett). Das höchste Gericht Norwegens ist der Oberste Gerichtshof (Norges Høyesterett oder Noregs Høgsterett). In den beiden unteren Ebenen kann in der jeweils darüberliegenden Ebene Berufung eingelegt werden. Im Falle einer Berufung ist die höhere Ebene jedoch nicht verpflichtet, sich der Sache anzunehmen. Es gibt kein eigenes Verfassungsgericht.

## Staatsaufbau

Norwegische Fylker

Norwegen ist ein Einheitsstaat mit zentralisiertem Regierungssystem. Hauptstadt des Landes ist Oslo. Seit 2024 ist Norwegen in 15 Fylker (Provinzen) und 357 Kommunen unterteilt. Die Nordmeer-Inseln Jan Mayen und Spitzbergen nehmen eine Sonderstellung ein und sind nicht in dieser Unterteilung erfasst. Eine weitere Sonderstellung nimmt Oslo ein, das Fylke und Kommune zugleich ist.
Die Wahlen auf Fylkes- und kommunaler Ebene finden alle vier Jahre zeitgleich statt.

### Fylker
Norwegen hat seit dem 1. Januar 2024 insgesamt 15 Fylker. Lange gab es 19 Fylker, bevor die Zahl der Fylker im Rahmen der landesweiten Regionalreform bis 2020 auf elf zurückging. Zum 1. Januar 2024 wurden drei aus der Regionalreform folgende Fusionen rückabgewickelt. Die politische Einheit eines Fylkes ist die Fylkeskommune, die eigene Steuern erheben kann. Die Zuständigkeitsbereiche der Fylker werden vom Staat festgelegt.
Jedes Fylke hat seit 1975 mit dem Fylkesting ein direkt gewähltes Regionalparlament. In Oslo übernimmt der Stadtrat zusätzlich die Funktion als Fylkesting. Ein Fylkesting wählt aus seinen Mitgliedern heraus einen Fylkesordfører und dessen Stellvertreter. Ein Fylkesting kann entweder eine Fylkesutvalg (deutsch Fylkesauswahl) oder einen Fylkesråd (deutsch Fylkesrat) haben. Die Fylkesutvalg setzt sich aus mindestens fünf Parlamentsmitgliedern zusammen, die vom Parlament gewählt werden. Die Mitglieder des Gremiums sind für finanzielle Angelegenheiten zuständig, können aber auch weitere Aufgaben delegiert bekommen. Ein Fylkesråd wird hingegen nur von den eine Mehrheit bildenden Fraktionen besetzt. Die einzelnen Mitglieder des Gremiums übernehmen konkrete Aufgabengebiete und haben auf diesem Sektor eine übergeordnete Verantwortung.
In jedem Fylke ist mit dem Statsforvalter (bis 2020 Fylkesmann) ein von der Regierung eingesetzter Vertreter des Staates vorhanden.

### Kommunen
Seit 2024 hat Norwegen 357 Kommunen. Der Staat führte die kommunale Selbstverwaltung im Jahr 1837 im Rahmen der forskapslovene ein. Die Selbstverwaltung war jedoch lange davon abhängig, dass der Staat freiwillig Aufgaben an die Kommunen übertrug. Erst 2016 wurde das Recht auf die lokale Selbstverwaltung in der Verfassung verankert.

«§ 49. [...] Innbyggerne har rett til å styre lokale anliggender gjennom lokale folkevalgte organer. Nærmere bestemmelser om det lokale folkevalgte nivå fastsettes ved lov.»

„§ 49. [...] Die Einwohner haben das Recht, ihre lokalen Angelegenheiten durch lokale, volksgewählte Organe zu verwalten. Nähere Bestimmungen über die lokalen volksgewählten Vertreter werden durch Gesetz festgesetzt.“

Das Kommunalparlament heißt Kommunestyre, in Kommunen mit mindestens einer Stadt kann es auch Bystyre genannt werden. An der Spitze steht der vom Kommunalparlament gewählte Bürgermeister (norwegisch ordfører). Die Kommunalparlamente sind vom Aufbau ähnlich zu den Fylkestingen. Der Großteil der Kommunalparlamente hat an der Spitze das Gremium Formannskap (deutsch Vorsitz), in dem alle größeren Fraktionen vertreten sind. Auch für Kommunen gibt es wie bei den Fylkern die Möglichkeit, stattdessen einen Kommuneråd (deutsch Kommunalrat) oder Byråd zu haben, der dann von den Mehrheitsparteien besetzt wird. Einen Byråd haben etwa die beiden Kommunen Oslo und Bergen.

## Wahlsystem
Die 169 Sitze im Storting werden alle vier Jahre in allgemeinen Wahlen in 19 Wahlkreisen vergeben. Vorgezogene Wahlen können nicht stattfinden. Das Wahlsystem in Norwegen ist ein Verhältniswahlsystem. Stimmberechtigt sind alle Norweger, die im Wahljahr ihr 18. Lebensjahr vollenden.
Die Zahl der Mandate pro Wahlkreis wird alle acht Jahre neu berechnet und gilt damit für genau zwei Wahlen. Für die Verteilung wird für jeden Wahlkreis mit der Formel „1,8 · Fläche in km² + Einwohnerzahl“ eine Verteilungszahl berechnet. Dadurch wird vor allem der ländliche und dünn besiedelte Norden überrepräsentiert. Die Verteilungszahlen werden anschließend durch 1, 3, 5, 7 usw. dividiert und die berechneten Quotienten der Größe nach sortiert. Die 169 größten Quotienten werden dann jeweils zu einem Mandat für den Wahlkreis umgerechnet, aus dessen Verteilungszahl der jeweilige Quotient berechnet wurde.
Von den zugeteilten Mandaten wird pro Wahlkreis ein Mandat zu einem Ausgleichsmandat. Die restlichen 150 Mandate werden damit entsprechend der Ergebnisse in den jeweiligen Wahlkreisen vergeben. Dazu wird eine modifizierte Variante des Sainte-Laguë-Verfahrens verwendet, bei dem der erste Teiler 1,4 statt 1 ist. Grund für diese Modifikation ist es, eine Sperrgrenze gegenüber kleinen Parteien zu schaffen. Für die Verteilung der Ausgleichsmandate werden schließlich nur Parteien berücksichtigt, die landesweit mindestens vier Prozent der Stimmen erreichten und bei der Verteilung der 150 Mandate unterrepräsentiert wurden.

## Parteiensystem
Die Parteien werden in Norwegen meist in einen rechten und linken Block unterteilt. Auf der linken Seite werden die Parteien Rødt, Sosialistisk Venstreparti (SV) und Arbeiderpartiet (Ap) angesiedelt. Insbesondere die Ap war seit 1945 an vielen Regierungen beteiligt. Zum rechten Block, der auch die Selbstbezeichnung „bürgerlich“ verwendet, werden die  konservative Partei Høyre und die Fremskrittspartiet (FrP) gerechnet. Zwischen den beiden Blöcken bewegen sich die Senterpartiet (Sp), die christdemokratische Kristelig Folkeparti (KrF) und die liberale Venstre. Die Parteien der Mitte arbeiten häufig mit verschiedenen Parteien zusammen. Die Sp war unter anderem in den 1980er-Jahren in einer Regierungszusammenarbeit mit der Partei Høyre und ging schließlich 2005 eine Regierungskoalition mit den linken Parteien SV und Ap ein.
Andere Unterscheidungsmerkmale bilden unter anderem die religiöse Ausrichtung und die Positionierung zwischen städtischer und ländlicher Politik. Zu den religiös geprägten Parteien gehört die KrF. Ihr gegenüber stehen, unter anderem in der Debatte um Schwangerschaftsabbrüche, häufig Parteien wie die Ap und SV. Insbesondere die Sp wird als Partei für den ländlichen Raum wahrgenommen. Eine weitere Trennlinie verläuft zwischen den Parteien, die den Umwelt- und Klimaschutz als eines ihrer Kernthemen haben, und denen, die das wirtschaftliche Wachstum als eines ihrer Hauptziele ansehen. In dieser Frage stehen vor allem die drei Parteien Miljøpartiet De Grønne (MDG), SV und Venstre der Partei FrP gegenüber.